# Eubranchipus hankoi
Eubranchipus hankoi är en kräftdjursart som först beskrevs av Dudich 1927.  Eubranchipus hankoi ingår i släktet Eubranchipus och familjen Chirocephalidae. Inga underarter finns listade i Catalogue of Life.